# Calephelis laverna
Calephelis laverna är en fjärilsart som beskrevs av Frederick DuCane Godman och Osbert Salvin 1886. Calephelis laverna ingår i släktet Calephelis och familjen Riodinidae. Inga underarter finns listade i Catalogue of Life.